# Julissa Villanueva
Semma Julissa (Julissa) Villanueva là Giám đốc của Văn phòng Công tố Pháp y trực thuộc Văn phòng Công tố viên Honduras.

## Giáo dục
Julissa Villanueva sinh ra ở Tegucigalpa vào ngày 12 tháng 05 năm 1972. Cô học ngành y sau khi thấy cha mình bị căn bệnh uốn ván, và động lực đó đã giúp cô hiện là bác sĩ chuyên về bệnh lý. Cô đã chọn chuyên ngành về bệnh lý khi nhận thấy về sự thiếu hụt các nhà khoa học pháp y lành nghề ở quốc gia quê hương cô - Honduras.

## Nghề nghiệp
Villanueva bắt đầu làm việc như một nhà nghiên cứu bệnh học pháp y vào năm 2002. Cô được bổ nhiệm làm Giám đốc Khoa học Pháp y tại Văn phòng Công tố viên năm 2013. Năm 2015, cô ra mắt Tạp chí Khoa học Pháp y của Honduras.
Villanueva hoạt động để bảo vệ phụ nữ và trẻ em khỏi những tội ác bạo lực ở Honduras. Hợp tác với Tây Ban Nha, Villanueva đang phát triển một chương trình có tên DNA Prokids. Cô đã khuyến khích Văn phòng Công tố viên đào tạo được công nhận cho các nhà khoa học pháp y. Villanueva đã thúc đẩy thêm khả năng làm việc với Bộ Ngoại giao Hoa Kỳ để sử dụng DNA để xác định các cơ thể di cư. Cô giới thiệu một cơ sở dữ liệu vi tính để lưu trữ thông tin trong nhà xác. Villanueva đã tạo ra nghĩa trang nhân đạo đầu tiên ở Honduras, nơi cho phép các xác chết không được xác nhận hoặc không xác định được khai quật và sử dụng làm bằng chứng trong các thử nghiệm lâm sàng, lấy cảm hứng từ nghĩa trang quân sự ở Arlington, Virginia, Hoa Kỳ. Cô đã phát triển một Cơ quan đăng ký nhận dạng con người trên toàn quốc để xử lý các vụ giết người chưa được giải quyết trên toàn quốc. Cô đã giới thiệu các phòng Gesell, để cho phép các nạn nhân bị quấy rối hoặc lạm dụng tình dục đến cung cấp lời khai trước tòa mà không tiết lộ danh tính của họ.
Năm 2018, cô nhận được Giải thưởng Phụ nữ Can đảm Quốc tế từ Bộ Ngoại giao Hoa Kỳ. Cô cũng vinh dự được Melania Trump trao tặng danh dự này.